# Siberisch

Vlag van Siberië, door de auteur van het Siberisch ook gebruikt als symbool van de taal

Het Siberisch of Tsjaldonisch (Russisch: Сибирский язык, Siberisch: Сибирской говор) was een kunsttaalproject van de Russische taalkundige Jaroslav Zolotarjov. Het was een poging een literaire Oost-Slavische taal te creëren op basis van de grotendeels uitgestorven Russische dialecten van Siberië. Het project dateert uit 2005.
Deze kunsttaal moet worden onderscheiden van de ook bestaande Siberische talen: daarmee wordt namelijk een aantal taalfamilies (zoals Turkisch, Oeralisch, Mongools, Eskimo-Aloetisch) en isolaten (zoals Ainu, Giljak) aangeduid die in Siberië als moedertaal worden gesproken, en die dan ook tot de natuurlijke talen behoren. Zij worden als "Siberisch" aangeduid vanwege het gebied waar ze worden gesproken; enige onderlinge verwantschap wordt daarmee beslist niet gesuggereerd.

## Achtergrond

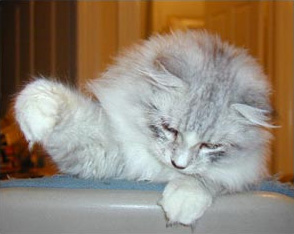
De Siberische kat, die als symbool van de Siberische Wikipedia werd gebruikt

Vanaf de late 16e eeuw werd Siberië geleidelijk ingelijfd bij het Russische Rijk. Tegen het einde van de 17e eeuw had zich uit de dialecten van Russische kolonisten een Siberisch dialect gevormd, dat zijn wortels had in diverse dialecten van Noord-Rusland en de Kozakken. Deze dialecten weken sterk af van de Russische literaire standaardtaal, zoals die later in de 18e eeuw door Michail Lomonosov te boek werd gesteld, en die vooral gebaseerd was op enkele dialecten van Europees Rusland en het Oudkerkslavisch.
Terwijl zich in de 19e eeuw een Oekraïense en een Wit-Russische literaire taal ontwikkelden, bleef in Siberië een soortgelijke ontwikkeling uit. Dit is zowel te wijten aan de culturele onderontwikkeling van de regio, het ontbreken van een middeleeuwse traditie, het zwakke nationale bewustzijn van de Siberiërs, als aan de zwakte van de Siberische nationale beweging. In de 20e eeuw won de Russische standaardtaal steeds meer terrein en stierven de Siberische dialecten uit. Industrialisatie en collectivisatie, die ervoor zorgden dat de traditionele structuren van het platteland volkomen werden ontwricht, droegen hier in belangrijke mate toe bij.
Toch zijn in de loop der jaren ook pogingen gedaan de Siberische dialecten in kaart te brengen en voor de ondergang te behoeden. Zo publiceerde de Siberische afdeling van het Russische Krantengenootschap in 1873 een onderzoek van P.A. Rovinski onder de titel Opmerkingen over en woordenboek van het Siberisch dialect. Rovinski schrijft hierin:
Het Siberische dialect stamt af van het Noord-Russische, maar twee eeuwen van gescheiden ontwikkeling, volkomen verschillende levensomstandigheden en afzonderlijke historische voorwaarden hebben er een eigen draai aan gegeven. Het dialect van Oost-Siberië heeft een bijzondere fonetiek en kent veel eigenaardige grammaticale vormen. Het woordenboek bevat meer dan 3000 plaatselijke woorden, die onbekend zijn in de algemene Russische taal.
Met behulp de mogelijkheden die het Internet biedt, spant de uit Tomsk afkomstige Russische linguïst Jaroslav Anatoljevitsj Zolotarjov (Tomsk, 11 mei 1974) zich in om deze taal verder te ontwikkelen in een literaire taal en deze voor het voetlicht te brengen. Hij publiceerde het Siberisch voor het eerst in 2005 in zijn live journal onder de naam Samir74.

## Siberische Wikipedia

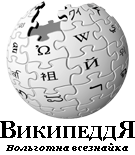
Logo van de Siberische Wikipedia

Gedurende ruim een jaar heeft een Siberische editie van Wikipedia bestaan, Сибирска Викиславвя (Sibirska Wikislavvja). Het eerste artikel verscheen op 1 juli 2006 en op 3 oktober van dat jaar werd een aantal van 5.000 artikelen bereikt. Op 7 januari 2007 was dit aantal opgelopen tot 6.990 artikelen, waarmee de Siberische Wikipedia te midden van andere taalversies op de 66ste plaats stond. Ruim 5.100 (zo goed als lege) pagina's waren gewijd aan jaartallen, 162 aan decennia en 251 aan internetdomeinen, terwijl andere pagina's alleen vertaalde literaire teksten bevatten.
Na een discussie, die startte op 2 november 2006 besloot de Wikimedia Foundation op 19 september 2007 het Siberische taalproject af te sluiten.

## Klankleer
De klankleer van het Siberisch vertoont veel overeenkomsten met die van Noord-Russische dialecten: de г is een plofklank [g], de o wordt altijd uitgesproken als [o].
Sibilanten (sisklanken) zijn altijd hard. Daarom is de Russische щ (sjtsj) afwezig. In plaats daarvan wordt deze klank weergegeven door een dubbele sj: Ru. jesjtsjo (ещё) — Sib. isjsjo (ишшо) "nog".
De o-klank kan een voorafgaande medeklinker palataliseren, maar heeft geen enkel verband met de e-klank. De letter ё (jo) komt daarom in het Siberisch niet voor. Een niet-palataliserende o wordt daarom weergeven door een о, een palataliserende door йо of ьо.
Ook de Russische letter э (een niet-palataliserende e) komt in het Siberisch niet voor, omdat het altijd een jota toevoegt. Bijvoorbeeld: Sib. jeto (ето) — Ru. eto (это) "deze, dit", Sib. Jeveres (Еверес) — Ru. Everest (Эверест).
De prosthetische medeklinker aan het begin van woorden is wijder verbreid dan in het Russisch: aan het begin van een zin of na een klinker worden о (o) en у (u) altijd во (vo) en ву (vu). Bijvoorbeeld: Ru. okno (окно) — Sib. vokno (вокно) "venster".
Er is een neiging tot assimilatie van consonantclusters: Ru. jesli (если) — Sib. jesi (еси) "als, indien", Ru. chvorost’ (хворость) — Sib. chvoros’ (хворось) "sprokkelhout".

## Grammatica
De Siberische grammatica vertoont sterke overeenkomsten met de Russische. De grootste verschillen zitten in de verbuiging en de vervoeging. Door het wegvallen van de jota in uitgangen ontstaat dikwijls contractie. Bijvoorbeeld:
Ru. znajet (знает) — Sib. znat (знат) "hij/zij weet"

Ru. krasnaja (красная) — Sib. krasna (красна) "rood" (vrouwelijk)
Kenmerken zijn voorts archaïsche vormen, zoals de vocativus en een lidwoord dat achter zelfstandige naamwoorden wordt geplakt.

## Voorbeelden

### Hamlet
Engelse Versie
Peace, break thee off; look, where it comes again!
Russische Versie (van Boris Pasternak)
Молчи. Замри. Гляди, вот он опять!
Siberische Versie (van het Siberische Wikipedia artikel 'Hamlet')
Ебьона мать, опеть припьорся дык!
Nederlandse vertalingen
Pasternaks versie: "Zwijg eens. Blijf staan. Kijk eens, daar is hij weer!
Zolotarëvs versie: "Neuk mijn moeder, daar is hij klote weer!

### Psalm 1
Шасливой мужык, которой не хоит на вече варначников, Ешшо не торчит на путе греховодников, Ешшо не сидит в усборишше покрутчиков, Но в коне Воспода воля евонна, И про кон Евонной думат день и тьон дык. Ить бут вон навроде лесины, сажонной при перекале вологи, Котора приносит жырки ейны во времьо ейно, И лис которой не вянет, И во всьом, чо не деет, поспетса му. Не таки варначники, а вони как пыль, котору сметат буран, Пото не выдюжат варначники на ряде, И греховодники - в усборишше праведных, Ить знат Восподь путь праведных, А путь варначников погинет.
Transcriptie:
Sjaslivoj moezjyk, kotoroj ne choit na vetsje varnatsjnikov, Jesjsjo ne tortsjit na poete grechovodnikov, Jesjsjo ne sidit v oesborisjsje pokroettsjikov, No v kone Vospoda volja jevonna, I pro kon Jevonnoj doemat den i tjon dyk. It boet von navrode lesiny, sazjonnoj pri perekale vologi, Kotora prinosit zjyrki jejny vo vremjo jejno, I lis kotoroj ne vjanet, I vo vsjom, tsjo ne dejet, pospetsa moe. Ne taki varnatsjniki, a voni kak pyl, kotoroe smetat boeran, Poto ne vydjoezjat varnatsjniki na rjade, I grechovodniki - v oesborisjsje pravednych, It znat Vospod poet pravednych, A poet varnatsjnikov poginet.
Russisch, ter vergelijking:
Блаженен муж, который не ходит на совет нечестивых и не стоит на пути грешных и не сидит в собрании развратителей, но в законе Господа воля его, и о законе его размышляет он день и ночь, и будет он как дерево посаженное при потоках вод, которое приносит плод свой во время свое, которое не вянет и во всем, что он не делает успеет. Не так – нечестивые [не так]: но они – как прах, возметаемые ветром [с лица земли]. Потому не устоят нечестивые на суде, грешники в собрании праведных. Ибо знает Господь путь праведных, а путь нечестивых погибнет.
Vertaling:
Gelukkig de mens, die niet meegaat met wie kwaad doen, die de weg van zondaars niet betreedt, bij spotters niet aan tafel zit, maar vreugde vindt in de wet van de Heer en zich verdiept in zijn wet, dag en nacht. Hij zal zijn als een boom, geplant aan stromend water. Op tijd draagt hij vrucht, zijn bladeren verdorren niet. Alles wat hij doet komt tot bloei. Zo niet de wettelozen! Zij zijn als kaf dat verwaait in de wind. Wettelozen houden niet stand waar recht heerst, zondaars niet in de kring van de rechtvaardigen. De Heer beschermt de weg van de rechtvaardigen, de weg van de wettelozen loopt dood.

### De getallen 1-10
1. водин (vodin)

2. два (dva)

3. три (tri)

4. чотыре (čotyre)

5. петь (pet’)

6. шесь (šes’)

7. сем (sem)

8. восем (vosem)

9. деветь (devet’)

10. десеть (deset’)